# Comuna de Budzyń
Budzyń (polaco: Gmina Budzyń) é uma gminy (comuna) na Polónia, na voivodia de Grande Polónia e no condado de Chodzieski. A sede do condado é a cidade de Budzyń.
De acordo com os censos de 2004, a comuna tem 8199 habitantes, com uma densidade 39,5 hab/km².

## Área
Estende-se por uma área de 207,61 km², incluindo:
- área agricola: 59%
- área florestal: 36%

## Demografia
Dados de 30 de Junho 2004:
|                      | Total   | Total | Mulheres | Mulheres | Homens  | Homens |
| -------------------- | ------- | ----- | -------- | -------- | ------- | ------ |
|                      | pessoas | %     | pessoas  | %        | pessoas | %      |
| População            | 8199    | 100   | 4057     | 49,5     | 4142    | 50,5   |
| Densidade (pop./km²) | 39,5    | 100   | 19,5     | 19,5     | 20      | 20     |

De acordo com dados de 2002, o rendimento médio per capita ascendia a 1318,49 zł.

## Subdivisões
- Brzekiniec, Budzyń, Bukowiec, Dziewoklucz, Grabówka, Kąkolewice, Nowe Brzeźno, Ostrówki, Podstolice, Prosna, Sokołowo Budzyńskie, Wyszynki, Wyszyny.

## Comunas vizinhas
- Chodzież, Czarnków, Margonin, Rogoźno, Ryczywół, Wągrowiec